# Gopkittisak
Gopkittisak is een geslacht van kreeftachtigen uit de klasse van de Malacostraca (hogere kreeftachtigen).

## Soorten
- Gopkittisak gallardoi (Serène & Soh, 1976)